# お姉系
お姉系（おねえけい）とは、日本における女性ファッションの傾向の一つ。一般的にギャル系よりも年上が行うファッションといわれており、日本では女子大生や、OLが主な支持層となっている。

## 概要
お姉系という言葉が誕生したのは2000年前後と言われている。それまでは「神戸系ファッション」と呼ばれたり、「OL系ファッション」や「丸の内系」など世代を名称に組み込んで呼称される傾向もあった。起源を辿れば1970年代中盤にまで遡り、当時神戸を中心としたコンサバファッション、「ニュートラ」が流行する。上品かつ男性受けが高い着こなしから全国的なブームとなり、これに目をつけた雑誌女性自身が1975年より隔月刊の別巻としてJJを創刊した。JJは当時の女子大生やOLなど主に20代前半の女性をターゲットとし、日本の女性ファッション雑誌の中で最も発刊部数の多い雑誌となった。
1981年にはCanCamが創刊され、1983年にViVi創刊、1988年にRay創刊と1980年代後半のバブル期までにいわゆる「赤文字雑誌」と呼ばれる現代のお姉系の基幹となるファッション雑誌が挙って創刊されており、日本の女性ファッションで最も高いシェアを誇る人気となった。
1990年代のバブル崩壊後、それまではコンサバでありながらもトラッドなファッションであった。これは日本のどの系統のファッションにでも言える事であるが、バブル期まではDCブランドが持てはやされる傾向があり、ファッションも自ずとヨーロピアンテイストの強いトラッドともモードともとれるような高級感溢れるものが多かった。しかし、バブル崩壊後はあらゆるファッションが「カジュアル」というキーワードを求めた結果、お姉系の基幹となる神戸系ファッションもカジュアルへの変化に向かった。
2000年頃にあらゆるファッションに「〇〇系」とつける事が流行しはじめ、当時大流行していたギャル系より「お姉さん的なファッション」としてお姉系と呼ばれるようになった。

## お姉系の定義
文献によってはお姉系とは「ギャル系のファッションを卒業して、大人っぽいファッションをすること、あるいはそうしたファッションをしている人を指す」とある。ギャル系のような派手なファッションは日本では社会的に淘汰される場合がほとんどであり、そういったファッションが行えるTPOが限られる。しかし、お姉系は適度に落ち着いたファッションでもある為、様々な場面でファッションがあわせ易く、先述のギャル系に比べるとかなりファッションが行えるTPOの幅が広い。
傾向としては黒髪や茶髪の巻き髪、ロングブーツかミュールにミニスカートやタイトスカート、またはストレッチ素材のシンプルなスラックス（美脚パンツとも呼ばれる）といったいでたちで、コンサバファッションをベースに華やかさやセクシーさを強調したファッションである。お姉系の系統によっては以前はギャルだった女性もある為、ギャルからお姉系に変身するというのが一つのセオリーとも言われているが、この限りではない。パステルカラーやネイビーカラー、モノトーン、茶、ベージュといった流行色や高級ブランド品が好まれ、よりカジュアルかつファッションの色彩が原色ベースとなるギャルとは見た目がかなり異なる。ただし、近年は小悪魔agehaなどギャル系ヘアメイク雑誌の登場などによってお姉系にもギャルのセンスを積極的に取り入れられる傾向もある。
お姉系はこれまでの定義と、上記の概要の通り、ギャル系ファッションと赤文字雑誌との密接な関係がある幅広いファッションでもある。したがって、ここでは下記に大まかにお姉系の傾向について4つに大別して記す。
JJ
伝統的かつ王道的なお姉系。2000年前期までのお姉系の主流でもあり、最もコンサバティブなお姉系でもあった。エレガント寄りのお姉系ファッションである。全体的に他のお姉系雑誌よりも高額なコーディネイトになりがちと言われる為、お姉系の中でも「最もお嬢様テイストが強いお姉系」とも言われる。
CanCam
お姉系の中でも最もコケティッシュと言われるファッション。「かわいいお姉系」といえるが巻き髪にトレンドを上手く取れ入れたファッションでもあり、同時に男性目線から若干セクシー寄りなファッション。ただし、ギャルほどの派手さはない為、男性が好むファッションとも言われており「最も男ウケが良いお姉系」とも言われる。
ViVi（セレカジ）
セレブカジュアル（セレカジ）であるが「最もギャルに近いお姉系」とも呼ばれる。実際に誌面に掲載されるブランドも109系のものが多く、メイクはお姉系の中で最も濃く、頭髪は明るめで盛り髪気味である為にage嬢との共通性も多い。バッグやアクセサリーもゴージャスで主張的なものが多く、服装もボディラインを強調するようなものが多く、視覚的には「最もクールでセクシーなお姉系」でもある。
Ray（コンサバ・安カワ）
着こなし重視のお姉系であり、ふわカワ、ゆるカワ、安カワなお姉系でもある。コーディネイト総額は他のお姉系と比較して廉価になる傾向があるが、全体的なコーディネイトでセンスを問うような形となっている。一般的に主張は最も控えめな性質であり「ギャルの系統を全く継承していないお姉系」であることがうかがえる。以前は上記4誌の中で最も人気がなかったが、近年のファッションの多様化などの背景から徐々に人気が出てきている。

## その他の傾向
お姉カジ（オネカジ）
お姉系という言葉が登場した当初、レザージャケットとミニスカート、ロングブーツとのコーディネイトが一世風靡した。特にレザージャケットはエンジ色でブーツは黒か焦げ茶という風貌からキャバクラ嬢を思わせるスタイルであるという非難や嘲笑も一部で起こった。そこで、翌年からは、デニム素材やTシャツなどのカジュアルファッションを取り入れ爽やかさをアピールしたファッションを「お姉カジ」と呼ばれた。
お姉ギャル（オネギャル）

S Cawaii!の創刊と共に生まれた言葉。ギャル系ファッションから一部お姉系ファッションへ移行を行ったもので一般的にギャルとお姉系の中間的な位置付けである。ギャルのような原色を使うのではなくモノトーンでシックにきめるコンサバさを兼ね揃えており、セクシーさを主張している。ファッションはお姉系の踏襲が随所に見られるが、メイクに関してはギャルそのものであった。

## お姉系ファッションを紹介している雑誌
- 赤文字系
  - ViVi
  - CanCam
  - JJ・bis
  - Ray
  - PINKY
- 25ans
- CLASSY
- MISS